# Dan Fosse
Dan Fosse, född 26 februari 1918, död 6 december 1987, var en norsk skådespelare.
Fosse debuterade på Komediateatret i Bergen 1936. År 1943 hämtades han till Oslo av Jens Book-Jenssen och var från 1944 anställd 18 år vid Chat Noir. Senare verkade han vid Riksteatret. Han gjorde sig bemärkt som en karaktärskomiker och är ihågkommen främst som Bodø i radiouppsättningen av Stompa samt vaktmästaren i de två första Stompa-filmerna. På film och i TV spelade han ofta biroller och medverkade i 37 produktioner 1949–1978.
Han ligger begravd på Vestre gravlund i Oslo.

## Filmografi (urval)
- 1949 – Svendsen går videre
- 1953 – Skøytekongen
- 1956 – Kvinnens plass
- 1956 – Bjørnepatruljen
- 1956 – Gylne ungdom
- 1957 – Smuglere i smoking
- 1957 – Peter van Heeren
- 1957 – Selv om de er små
- 1958 – På tokt med Terna
- 1960 – Veien tilbake
- 1962 – Stompa & Co
- 1963 – Stompa, selvfølgelig!
- 1964 – Alla tiders kupp
- 1964 – Pappa tar gull
- 1965 – To på topp
- 1966 – Kontorsjef Tangen
- 1967 – Min kones ferie
- 1968 – Skipper Worse (TV-serie)
- 1969 – An-Magritt
- 1970 – Olsenbanden och Dynamit-Harry
- 1970 – Mästertjuven
- 1972 – Skriet från vildmarken
- 1974 – Under en steinhimmel
- 1975 – Olsenbandens sista kupp
- 1975 – Benoni & Rosa (TV-serie)
- 1975 – Unnskyld hvis jeg forstyrrer
- 1976 – Olsenbanden i full fart
- 1977 – Olsenbanden på guldjakt
- 1978 – Olsenbanden + Data Harry sprenger verdensbanken
- 1995 – Fleksnes fataliteter (TV-serie)